# Lignovisionen
LIGNOVISIONEN ist eine Schriftenreihe, die am Institut für Holzforschung, Department für Materialwissenschaften und Prozesstechnik der Universität für Bodenkultur Wien (BOKU) herausgegeben wird.
Das Wort Lignovisionen ist ein Kunstwort aus Lignum (lat. Holz) und Vision (lat., visio, meton. Erscheinung vor dem geistigen Auge) und soll die Schriftenreihe, die in Kooperation mit verschiedenen Partnern (z. B. Verband Holzwirte Österreichs, Wood K plus, anderen Departments an der BOKU oder Partnern aus der Wirtschaft) herausgegeben wird, begleiten. 
Diese gemeinsamen Herausgeberschaft soll die enge Verbundenheit des Instituts für Holzforschung (ihf) mit den Absolventen des früheren Studienzweiges Holzwirtschaft und dem heutigen Bakkalaureatstudium Holz- und Naturfasertechnologie sowie dem Magisterstudium Holztechnologie und Management mit einem zentralen Bezugsinstitut für die Studenten dieser Studien einerseits und wissenschaftlichen und wirtschaftlichen Institutionen anderseits dokumentieren. 
Somit soll das Zusammentreffen von Forschung – Lehre – beruflichem Wirken und damit verbundenen Wechselbeziehungen von Forschung und wirtschaftlicher Praxis aufgezeigt werden. Dieses Medium ermöglicht jungen, aber auch alteingesessenen Wissenschaftlern, Wissen im größeren Umfang zu publizieren.

## Geschichte
Im November 2001 ist zum 75. Geburtstag von Friedrich Wassipaul (früherer Institutsvorstand) der erste Band – mit dem Titel Eine Holzzeitgeschichte – Konturen der Forschung und Lehre in Österreich – erschienen. Fortan sind in regelmäßigen Abständen weitere Bände mit den unterschiedlichsten Themenbereichen herausgegeben worden. Februar 2005 wurde das Format (von A5 auf B5) und das Aussehen den neuen Standards der Universität für Bodenkultur Wien angeglichen.
Herausgeber dieser Schriftenreihe ist der ehemalige Vorstand des Instituts für Holztechnologie und Nachwachsende Rohstoffe, Alfred Teischinger. Die redaktionelle Leitung hatte bis Ende 2008 Daniela Romstorfer inne. Bis Ende 2012 wurde diese Funktion von Marie Louise Zukal ausgeübt und seither leitet Robert Stingl die redaktionellen Geschicke.

## Bisher verlegte Ausgaben
1. Eine Holzzeitgeschichte – Konturen der Forschung und Lehre in Österreich
2. Holz – Rohstoff – Werkstoff – Energiequelle der Zukunft
3. Modifiziertes Holz – Eigenschaften und Märkte
4. Proceedings of the international Symposium on Wood Based Materials - Wood Composites and Chemistry
5. Naturfaserwerkstoffe – Biobased Fibre Materials
6. Holzwirtschaft Österreichs – Ein Rückblick auf die letzten 60 Jahre
7. Barrique – vom Baum zum Wein
8. Die österreichischen Holzmärkte  –  Größenordnungen – Strukturen – Veränderungen
9. Proceedings of the COST Action E44 Conference Broad Spectrum Utilisation of Wood
10. Langfristige Vorausschau für das Angebot von & die Nachfrage nach Holzprodukten in Österreich bis 2020 - Beitrag zur UN-ECE/FAO ‘European Forest Sector Outlook Study’
11. WoodLog - Perspektiven der Holzlogistik Supply Chain - Optimierungspotentiale durch ein Logistikleitzentrum Holz – Österreich
12. Holzwirtschaft Österreichs II – Ein geschichtlicher Rückblick
13. Proceedings of the COST Action E40 Conference Large diameter timber – problem or chance?
14. Hochleistungswerkstoffe aus der Natur
15. Ressourcenverknappung in der Holzwirtschaft als Herausforderung für Technologie und Innovation
16. Holz und Hygiene  –  Einsatz von Holz in hygienerelevanten Bereichen
17. Metastudie zur Mobilisierung von Holzreserven aus dem österreichischen Kleinwald  –  Systematischer Review von Kleinwaldstudien aus fünf Jahrzehnten
18. Core document of the COST Action E34 – Bonding of Timber
19. Proceedings of the COST Action E40 Conference Wood Quality and Niche Products
20. State of the Art of the COST Action E40 Innovative ulilization and products of large dimensioned timber including the whole forest-wood-chain
21. Holzbauanteil in Niederösterreich – Studie und Ansätze zur Erfassung der Wertschöpfung
22. Optimierung des Rundholz-Transportes
23. Technologie-Roadmap für Holz in Österreich – Zukunftsideen für Forst-Holz-Papier
24. Triebkräfte für Innovationen in der Holzwirtschaft
25. Von der Wissenschaft zur Technologie
26. Soziale Innovation und ihr Einfluss auf Innovationen in der Holzwirtschaft
27. Interaktion Mensch und Holz
28. Bauen mit Holz: Vielfalt – Kooperation und Management am Bau
29. Ressourceneffizienz in der Anwendung von Holz
30. Wood Innovation: From Knowledge to Innovation
31. Die FEHRA - Die Kiefer (Pinus sylvestris L.) und ihre Bedeutung für Natur, Technik, Wirtschaft und Kultur
32. DokIn´Holz - Doktoratsinitiative Holz – Mehrwertstoff mit Zukunft
33. Wood needs Innovation
34. Zur Laubholzfrage in Österreich - Eine Zusammenstellung aktueller Entwicklungen und Aktivitäten in Österreich und im benachbarten Ausland